# Nord 2000
Dimensions
Le Nord 2000 est la version construite en France par la SNCAN après la Seconde Guerre mondiale du planeur allemand DFS Olympia Meise.

## Histoire
Le vol à voile doit être discipline olympique pour les Jeux olympiques de 1940 et la compétition doit se dérouler sur monotype pour éliminer l'influence du matériel sur les résultats. C'est le DFS Meise dans une version spéciale DFS Olympia Meise qui est retenu lors d'un concours de conception sur l'aérodrome de Sezze en Italie, du 20 au 26 février 1939. L'Allemagne doit transmettre les plans à tous les pays désireux de participer à la compétition. La version française est le Nord 2000 qui semble n'être sorti d'usine que nettement après guerre, en 1947.
Initialement, une commande de 210 Meise  doit échoir à Caudron pour qui il doit porter le nom de C-850 Mésange. À la suite de la réorganisation de la production aéronautique la commande, réduite à 100 planeurs, va finalement à la SNCAN qui le baptise Nord 2000 Norplane.

## Construction
Il s'agit d'un monoplace monoplan à aile haute. Sa construction est en bois et toile avec un fuselage de section ovale et un cockpit recouvert d'une verrière en plusieurs pièces. Son train d'atterrissage est composé d'un patin en frêne et d'une béquille de queue.
La construction entreprise juste après-guerre souffre des séquelles de la désorganisation due à la guerre. En particulier, les 60 premiers planeurs produits sont fabriqués avec un gabarit d'aile droite non-conforme qui donne des planeurs difficiles à faire spiraler à gauche.

## Vols
Selon les observations du CEV, après modification du calage du plan fixe de profondeur et ajout d'un lest à l'avant, le planeur est agréable à piloter avec des commandes homogènes donnant un pilotage "exceptionnellement confortable". Les performances sont cependant jugées inférieures à celle du Meise.
En 2019, il reste 10 Nord 2000 inscrits au registre français de l'aviation civile.